# Lísek (hrad)
Lísek (též Bukov, Bukovec či Buková) je zřícenina hradu pravděpodobně ze 13. století nacházející se jihovýchodně od obce Bukov na hraně kopce svažujícímu se k Bukovskému potoku v okrese Žďár nad Sázavou, v katastrálním území Střítež u Bukova u hranice s Bukovem. Pozůstatky hradu jsou chráněny jako kulturní památka.

## Historie
Hrad byl založen přibližně v polovině třináctého století, a patří tak k nejstarším šlechtickým hradům na Moravě. První písemná zmínka o něm pochází z roku 1285, kdy patřil Demeterovi z Bukové. Demeter pocházel pravděpodobně z rodu pánů z Lomnice, protože v jeho erbu můžeme nalézt křídlo či čelenku a také se psal po Lomnici u Tišnova.[zdroj⁠?!] Demeter na Bukově sídlil ještě v roce 1295, ale podle archeologických nálezů hrad zanikl už v první třetině čtrnáctého století, kdy jej jako centrum panství nahradil hrad Mitrov.

## Stavební podoba
Dvoudílný hrad tvořilo předhradí a hradní jádro oddělené od předhradí dvacet metrů širokým příkopem. Za ním se na vstupní straně nachází deset metrů široký val, jehož široká koruna umožnila výstavbu obslužných zařízení brány. Přístupová cesta dále pokračovala k severnímu konci hradu, kde se val opět rozšiřuje a odkud vedl most přes třináct metrů široký příkop obklopující hradní jádro. Ten se dochoval s hloubkou kolem tří metrů, ale původně bývala hloubka více než dvojnásobná.
Branská budova měla obdélný půdorys s rozměry 7,5 × 7 metrů a její nádvorní stranu uzavírala slabá zeď s portálem. Prostor na průjezdem byl pravděpodobně obytný. Za branou byly podél východní hradby  archeologicky odkryty pozůstatky původně nejspíše čtyřprostorového paláce, který byl vytápěn teplovzdušným topením. Podél protější nedochované hradby stála hospodářská budova a menší hrázděná stavba s pecí bývala vedle brány. Dominantou hradu je okrouhlý bergfrit na čelní straně jádra. Věž má průměr 9,5 metru a šířka zdí dosahuje až 3,7 metru. Zděné konstrukce hradu byly postaveny z místního kamene vylámaného z příkopů. Pouze na náročnější kamenické články byl kámen dovážen z okolí Velkého Meziříčí.